# Ratnapura Division
Ratnapura Division är en division i Sri Lanka.   Den ligger i distriktet Ratnapura District och provinsen Sabaragamuwa, i den södra delen av landet, 70 km öster om huvudstaden Colombo. Antalet invånare är 119 368.